# Кеннет МакАртур
Кеннеді Кен МакАртур (англ. Kennedy Kane McArthur; нар. 10 лютого 1881 — пом. 13 червня 1960) — найбільш відомий як легкоатлет, переможець марафону в 1912—х Літніх Олімпійських іграх.
Народився в «Дервок», графство Антрім, Північна Ірландія, МакАртур був визнаний як перспективний спортсмен, будучи підлітком, але він не переслідував кар'єру легкої атлетики, поки приїхав до Південної Африки в 1901 році у віці 20 років.
Після набрання чинності Йоганнесбурга в поліції, у 1906 році, МакАртур почав займатись легкою атлетикою серйозно.
МакАртур пробіг перший марафон в кінці 1908 року. Срібним призером Олімпійських ігор став Чарльз Хеферон.
Виграв вже наступні Олімпійські ігри, фінішувавши на фініші швидше за суперника на 58 секунд.
У наступному сезоні, Макартур пошкодив ногу в аварії і був змушений піти з легкої атлетики. Він провів шість марафонських гонок (у тому числі олімпійського марафону) впродовж всієї своєї кар'єри. Кен МакАртур помер в «Potchefstroom» у віці 79 років.